# زي فالينتي
زي فالينتي هو لاعب كرة قدم برتغالي في مركز الهجوم، ولد في 14 مايو 1994 في بارديس في البرتغال. لعب مع نادي ديبورتيفو داس أيفيس.

## وصلات خارجية
- زي فالينتي على موقع قاعدة بيانات كرة القدم.إي يو (الإنجليزية)
- زي فالينتي على موقع Soccerway.com (الإنجليزية)